# Liste der Kulturdenkmale in Luxemburg-Pfaffenthal
In der Liste der Kulturdenkmale in Luxemburg-Pfaffenthal sind alle Kulturdenkmale des luxemburgischen Stadtteils Pfaffenthal aufgeführt (Stand: 15. Juli 2025).
| Bild                                                                   | Bezeichnung                                                                                               | Lage                            | Beschreibung | Stufe | Eingetragen seit   |
| ---------------------------------------------------------------------- | --- | ------------------------------- | ------------ | ----- | ------------------ |
| Weitere Bilder                                                         | Orgel der Kirche eines Hospizes                                                                           | 71, rue Mohrfels (Karte)        |              | PCN   | 11. Dezember 2002  |
| Gebäude                                                                | Gebäude                                                                                                   | 1, rue des Trois Glands (Karte) |              | PCN   | 10. Dezember 2021  |
| Gebäude                                                                | Gebäude                                                                                                   | 43, rue Mohrfels (Karte)        |              | PCN   | 20. Januar 2023    |
| Orgel der Manufaktur H. Voit & Söhne in der Pfarrkirche Saint-Matthieu | Orgel der Manufaktur H. Voit & Söhne in der Pfarrkirche Saint-Matthieu                                    | (Karte)                         |              | PCN   | 16. September 2024 |
| Gebäude                                                                | Gebäude                                                                                                   | 12 und 14, rue du Pont (Karte)  |              | PCN   | 26. November 2024  |
| Gebäude                                                                | Gebäude                                                                                                   | 1, rue Laurent Menager (Karte)  |              | PCN   | 16. Juni 2025      |
| Weitere Bilder                                                         | ehemalige Senffabrik mit ihren Anlagen, dem angrenzenden Platz und dem angrenzenden Haus mit dessen Platz | 69, rue Mohrfels (Karte)        |              | IS    | 10. Dezember 1987  |
| Weitere Bilder                                                         | Schornstein der alten Wasserpumpstation („Féngerlek“)                                                     | rue Laurent Ménager (Karte)     |              | IS    | 20. April 1984     |
| Wohnhaus                                                               | Wohnhaus                                                                                                  | 35, rue Vauban (Karte)          |              | IS    | 17. Oktober 2017   |

Legende: PCN – Immeubles et objets bénéficiant des effets de classement comme patrimoine culturel national; IS – Immeubles et objets inscrits à l’inventaire supplémentaire

## Quelle
- Liste des immeubles et objets beneficiant d’une protection nationales, Nationales Institut für das gebaute Erbe, Fassung vom 11. Juli 2022, S. 77, 86 (PDF)

- Karte mit allen Koordinaten:
- OSM |
- WikiMap

Bahnhofsviertel |
Beggen |
Belair |
Bonneweg |
Cents |
Clausen |
Dommeldingen |
Eich |
Gasperich |
Grund |
Hamm |
Hollerich |
Kirchberg |
Limpertsberg |
Merl |
Mühlenbach |
Neudorf-Weimershof |
Pfaffenthal |
Pulvermühle |
Rollingergrund |
Oberstadt |
Weimerskirch |
Zessingen
Bad Mondorf |
Bartringen |
Bauschleiden |
Bech |
Beckerich |
Befort |
Berdorf |
Bettemburg |
Bettendorf |
Betzdorf |
Bissen |
Biwer |
Burscheid |
Bous-Waldbredimus |
Clerf |
Colmar-Berg |
Consdorf |
Contern |
Dalheim |
Diekirch |
Differdingen |
Dippach |
Düdelingen |
Echternach |
Ell |
Ernztalgemeinde |
Erpeldingen an der Sauer |
Esch an der Alzette |
Esch an der Sauer |
Ettelbrück |
Fels |
Feulen |
Fischbach |
Flaxweiler |
Frisingen |
Garnich |
Goesdorf |
Grevenmacher |
Grosbous-Wahl |
Habscht |
Heffingen |
Helperknapp |
Hesperingen |
Junglinster |
Käerjeng |
Kayl |
Kehlen |
Kiischpelt |
Koerich |
Kopstal |
Lenningen |
Leudelingen |
Lintgen |
Lorentzweiler |
Luxemburg |
Mamer |
Manternach |
Mersch |
Mertert |
Mertzig |
Monnerich |
Niederanven |
Nommern |
Parc Hosingen |
Petingen |
Préizerdaul |
Pütscheid |
Rambruch |
Reckingen/Mess |
Redingen/Attert |
Reisdorf |
Remich |
Roeser |
Rosport-Mompach |
Rümelingen |
Saeul |
Sandweiler |
Sassenheim |
Schengen |
Schieren |
Schifflingen |
Schüttringen |
Stadtbredimus |
Stauseegemeinde |
Steinfort |
Steinsel |
Strassen |
Tandel |
Ulflingen |
Useldingen |
Vianden |
Vichten |
Waldbillig |
Walferdingen |
Weiler zum Turm |
Weiswampach |
Wiltz |
Winseler |
Wintger |
Wormeldingen